# Turniersystem (Tischtennis)
Tischtennisturniere werden nach in der Wettspielordnung festgelegten Spielsystemen durchgeführt. Insbesondere bei Mannschaftskämpfen sind – abhängig von der Mannschaftsstärke – mehrere Spielsysteme gebräuchlich. Diese Spielsysteme sind in der Wettspielordnung des Deutschen Tischtennis-Bundes festgelegt.

## Mannschaftskämpfe

### Sechsermannschaften
Besonders in den unteren deutschen Herrenklassen besteht eine Mannschaft meist aus mindestens 6 Spielern. Hier wird nach dem Paarkreuzsystem gespielt.

#### Paarkreuzsystem ab den 1990er Jahren
Jede Mannschaft benennt 3 Doppelpaare und 6 Einzelspieler. Es ist zulässig, dass Spieler nur im Doppel, nicht aber im Einzel (oder andersherum) eingesetzt werden. Daher kann eine Mannschaft auch mit mehr als 6 Spielern antreten; in den meisten Fällen spielen aber alle Doppelspieler auch in den Einzeln. Die 6 Einzelspieler werden in der Reihenfolge aufgestellt, in der sie auch vor Anfang der Saison gemeldet wurden. Die Spielermeldung vor Saisonanfang soll nach Spielstärke erfolgen, wobei der beste Spieler auf Rang 1 gesetzt wird.
Die 3 Doppel können bei jedem Mannschaftskampf neu zusammengestellt werden. Hat eine Mannschaft die Paare festgelegt, dann kann sie das erste Doppel (Doppel 1) frei wählen. Doppel 2 und 3 müssen nach Spielstärke gemeldet werden. Diese wird nach Platzziffern berechnet: Die Rangfolgeplätze der Partner werden addiert, das Doppel mit der niedrigeren Summe spielt als Doppel 2. Sind die Summen gleich, dann muss das Doppel, dessen Spieler in der Rangliste am weitesten vorne steht, als Doppel 2 aufgestellt werden.
Bei den Einzeln bilden Platz 1 und Platz 2 das obere Paarkreuz, Platz 3 und Platz 4 das mittlere Paarkreuz sowie Platz 5 und Platz 6 das untere Paarkreuz. Jeder Spieler eines Paarkreuzes spielt gegen die beiden Spieler des gleichen Paarkreuzes aus der gegnerischen Mannschaft.
Bezeichnet man die Mannschaften mit A und B, dann ist in einem Mannschaftskampf folgende Spielabfolge vorgeschrieben:
```
 1. 
DA1 – DB2
   Doppel 1 von A – Doppel 2 von B
 2. 
DA2 – DB1
   Doppel 2 von A – Doppel 1 von B
 3. 
DA3 – DB3
   Doppel 3 von A – Doppel 3 von B
 4. 
A1 – B2
    Einzel 1 von A – Einzel 2 von B  Paarkreuz 1 "über Kreuz"
 5. 
A2 – B1
    Einzel 2 von A – Einzel 1 von B
 6. 
A3 – B4
    Einzel 3 von A – Einzel 4 von B  Paarkreuz 2 "über Kreuz"
 7. 
A4 – B3
    Einzel 4 von A – Einzel 3 von B
 8. 
A5 – B6
    Einzel 5 von A – Einzel 6 von B  Paarkreuz 3 "über Kreuz"
 9. 
A6 – B5
    Einzel 6 von A – Einzel 5 von B
10. 
A1 – B1
    Einzel 1 von A – Einzel 1 von B  Paarkreuz 1 "paarweise"
11. 
A2 – B2
    Einzel 2 von A – Einzel 2 von B
12. 
A3 – B3
    Einzel 3 von A – Einzel 3 von B  Paarkreuz 2 "paarweise"
13. 
A4 – B4
    Einzel 4 von A – Einzel 4 von B
14. 
A5 – B5
    Einzel 5 von A – Einzel 5 von B  Paarkreuz 3 "paarweise"
15. 
A6 – B6
    Einzel 6 von A – Einzel 6 von B
16. 
DA1 – DB1
   Doppel 1 von A – Doppel 1 von B
```

Es sind 16 Spiele vorgesehen, 12 Einzel und 4 Doppel. Wenn eine Mannschaft 9 Spiele gewonnen hat, dann ist der Mannschaftskampf gewonnen.
In dieser Form wurde das Paarkreuzsystem in den 1990er Jahren eingeführt.

#### Paarkreuzsystem vor den 1990er Jahren
Vorher stellten die Mannschaften nur 2 Doppel auf. Diese traten vor den Einzeln über Kreuz und nach dem letzten Einzel paarweise gegeneinander an:
```
 1. 
DA1 – DB2
   Doppel 1 von A – Doppel 2 von B
 2. 
DA2 – DB1
   Doppel 2 von A – Doppel 1 von B
 3. 
A5 – B6
    Einzel 5 von A – Einzel 6 von B  Paarkreuz 3 "über Kreuz"
 4. 
A6 – B5
    Einzel 6 von A – Einzel 5 von B
 5. 
A1 – B2
    Einzel 1 von A – Einzel 2 von B  Paarkreuz 1 "über Kreuz"
 6. 
A2 – B1
    Einzel 2 von A – Einzel 1 von B
 7. 
A3 – B4
    Einzel 3 von A – Einzel 4 von B  Paarkreuz 2 "über Kreuz"
 8. 
A4 – B3
    Einzel 4 von A – Einzel 3 von B
 9. 
A6 – B6
    Einzel 6 von A – Einzel 6 von B  Paarkreuz 3 "paarweise"
10. 
A5 – B5
    Einzel 5 von A – Einzel 5 von B
11. 
A1 – B1
    Einzel 1 von A – Einzel 1 von B  Paarkreuz 1 "paarweise"
12. 
A2 – B2
    Einzel 2 von A – Einzel 2 von B
13. 
A3 – B3
    Einzel 3 von A – Einzel 3 von B  Paarkreuz 2 "paarweise"
14. 
A4 – B4
    Einzel 4 von A – Einzel 4 von B
15. 
DA2 – DB2
   Doppel 2 von A – Doppel 2 von B
16. 
DA1 – DB1
   Doppel 1 von A – Doppel 1 von B
```

#### Gruppenkreuzsystem
Die Spieler 1 bis 3 und 4 bis 6 spielen jeder gegen jeden. Zwei Doppel sind vorgesehen.
```
 1. 
DA1 – DB1
   Doppel 1 von A – Doppel 1 von B
 2. 
DA2 – DB2
   Doppel 2 von A – Doppel 2 von B
 3. 
A1 – B1

 4. 
A4 – B4

 5. 
A2 – B2

 6. 
A5 – B5

 7. 
A3 – B3

 8. 
A6 – B6

 9. 
A2 – B1

10. 
A4 – B5

11. 
A1 – B3

12. 
A6 – B4

13. 
A3 – B2

14. 
A5 – B6

15. 
A2 – B3

16. 
A6 – B5

17. 
A3 – B1

18. 
A4 – B6

19. 
A1 – B2

20. 
A5 – B4
```

### Vierermannschaften
Diese Systematik ist ähnlich der bei Sechsermannschaften. Die Wettspielordnung nennt mehrere Varianten.

#### Paarkreuzsystem
Dieses ergibt sich aus dem Paarkreuzsystem vor den 1990er Jahren für Sechsermannschaften, indem man die Spiele 3, 4, 9 und 10 streicht.
```
 1. 
DA1 – DB2
   Doppel 1 von A – Doppel 2 von B
 2. 
DA2 – DB1
   Doppel 2 von A – Doppel 1 von B
 3. 
A1 – B2
    Einzel 1 von A – Einzel 2 von B  Paarkreuz 1 "über Kreuz"
 4. 
A2 – B1
    Einzel 2 von A – Einzel 1 von B
 5. 
A3 – B4
    Einzel 3 von A – Einzel 4 von B  Paarkreuz 2 "über Kreuz"
 6. 
A4 – B3
    Einzel 4 von A – Einzel 3 von B
 7. 
A1 – B1
    Einzel 1 von A – Einzel 1 von B  Paarkreuz 1 "paarweise"
 8. 
A2 – B2
    Einzel 2 von A – Einzel 2 von B
 9. 
A3 – B3
    Einzel 3 von A – Einzel 3 von B  Paarkreuz 2 "paarweise"
10. 
A4 – B4
    Einzel 4 von A – Einzel 4 von B
11. 
DA2 – DB2
   Doppel 2 von A – Doppel 2 von B
12. 
DA1 – DB1
   Doppel 1 von A – Doppel 1 von B
```

#### Bundessystem
Es werden 2 Doppel aufgestellt, die vor den Einzeln paarweise gegeneinander antreten. Bei den Einzeln – die Aufstellung erfolgt wieder nach Spielstärke – gibt es 2 Paarkreuze, die zunächst über Kreuz und danach paarweise gegeneinander antreten. Es ergibt sich folgende Abfolge:
```
 1. 
DA1 – DB1
   Doppel 1 von A – Doppel 1 von B
 2. 
DA2 – DB2
   Doppel 2 von A – Doppel 2 von B
 3. 
A1 – B2
    Einzel 1 von A – Einzel 2 von B  Paarkreuz 1 "über Kreuz"
 4. 
A2 – B1
    Einzel 2 von A – Einzel 1 von B
 5. 
A3 – B4
    Einzel 3 von A – Einzel 4 von B  Paarkreuz 2 "über Kreuz"
 6. 
A4 – B3
    Einzel 4 von A – Einzel 3 von B
 7. 
A1 – B1
    Einzel 1 von A – Einzel 1 von B  Paarkreuz 1 "paarweise"
 8. 
A2 – B2
    Einzel 2 von A – Einzel 2 von B
 9. 
A3 – B3
    Einzel 3 von A – Einzel 3 von B  Paarkreuz 2 "paarweise"
10. 
A4 – B4
    Einzel 4 von A – Einzel 4 von B
```

Es finden 2 Doppel und 8 Einzel statt. Alle Spiele werden ausgetragen auch wenn eine Mannschaft bereits als Sieger feststeht.

#### Bundessystem 1
1964 beschloss der Sportausschuss für die Damen-Oberliga das folgende System, bei dem die Reihenfolge umgestellt ist:
```
 1. 
DA2 – DB2
   Doppel 2 von A – Doppel 2 von B
 2. 
A1 – B2
    Einzel 1 von A – Einzel 2 von B
 3. 
A4 – B3
    Einzel 4 von A – Einzel 3 von B
 4. 
A2 – B1
    Einzel 2 von A – Einzel 1 von B
 5. 
A3 – B4
    Einzel 3 von A – Einzel 4 von B
 6. 
A1 – B1
    Einzel 1 von A – Einzel 1 von B
 7. 
A3 – B3
    Einzel 3 von A – Einzel 3 von B
 8. 
A2 – B2
    Einzel 2 von A – Einzel 2 von B
 9. 
A4 – B4
    Einzel 4 von A – Einzel 4 von B
10. 
DA1 – DB1
   Doppel 1 von A – Doppel 1 von B
```

#### Werner-Scheffler-System
Dieses System, auch Kombisystem des WTTV genannt, wurde von dem früheren Sportwart des Westdeutschen Tischtennis-Verbandes (WTTV), Werner Scheffler (1921–2013), erfunden. Seit 1968 ist es in der Wettspielordnung des DTTB aufgeführt. Hier sind zwei Doppel und 12 Einzel vorgesehen. Zunächst beginnt der Wettkampf wie das Bundessystem, danach folgen noch vier Einzelkämpfe:
```
11. 
A3 – B1
    Einzel 3 von A – Einzel 1 von B
12. 
A1 – B3
    Einzel 1 von A – Einzel 3 von B
13. 
A2 – B4
    Einzel 2 von A – Einzel 4 von B
14. 
A4 – B2
    Einzel 4 von A – Einzel 2 von B
```

#### Dietze-Paarkreuz-System
Dieses System wurde vom Sportredakteur Roderich Dietze (Westerstede) geschaffen. Hier werden 8 Einzel und 4 Doppel gespielt. Die Reihenfolge der Einzel ist identisch wie beim Bundessystem, die Doppel spielen zunächst über Kreuz und am Schluss paarweise:
```
 1. 
DA1 – DB2
   Doppel 1 von A – Doppel 2 von B
 2. 
DA2 – DB1
   Doppel 2 von A – Doppel 1 von B
```

```
11. 
DA2 – DB2
   Doppel 2 von A – Doppel 2 von B
12. 
DA1 – DB1
   Doppel 1 von A – Doppel 1 von B
```

Wenn eine Mannschaft 7 Spiele gewonnen hat, dann ist der Mannschaftskampf gewonnen. Die restlichen Spiele werden nicht mehr durchgeführt. Bei einem Stand von 7:0 finden also nur 7 Spiele statt. 12 Spiele werden durchgeführt, wenn der Kampf 7:5, 6:6 oder 5:7 geendet hat.

#### Jeder-gegen-Jeden (heute ungebräuchlich)
Dieses System ist in der aktuellen Wettspielordnung des DTTB (Stand 2006) nicht mehr aufgeführt. Auf Doppel wird verzichtet, jeder spielt gegen jeden Spieler der gegnerischen Mannschaft ein Einzel. Nach diesem Modus wurden in der Vergangenheit in vielen Regionalverbänden die Damenmannschaftskämpfe ausgetragen.
```
 1. 
A1 – B1

 2. 
A2 – B2

 3. 
A3 – B3

 4. 
A4 – B4

 5. 
A2 – B1

 6. 
A1 – B2

 7. 
A4 – B3

 8. 
A3 – B4

 9. 
A4 – B2

10. 
A2 – B4

11. 
A3 – B1

12. 
A1 – B3

13. 
A3 – B2

14. 
A2 – B3

15. 
A4 – B1

16. 
A1 – B4
```

Bei Freundschaftsspielen können zusätzlich Doppel vereinbart und eingebaut werden.

### Dreiermannschaften

#### Swaythling-Cup-System bei Dreiermannschaften
Bei diesem Best of 9 Matches-System werden nur Einzel im Modus "Jeder gegen Jeden" gespielt. Doppel sind nicht vorgesehen. Somit sind maximal 9 Spiele möglich. Erreicht eine Mannschaft 5 Punkte, dann hat sie gewonnen und der Wettkampf wird beendet.
```
 1. 
A1 – B1
    Einzel 1 von A – Einzel 1 von B
 2. 
A2 – B2
    Einzel 2 von A – Einzel 2 von B
 3. 
A3 – B3
    Einzel 3 von A – Einzel 3 von B
 4. 
A2 – B1
    Einzel 2 von A – Einzel 1 von B
 5. 
A1 – B3
    Einzel 1 von A – Einzel 3 von B
 6. 
A3 – B2
    Einzel 3 von A – Einzel 2 von B
 7. 
A2 – B3
    Einzel 2 von A – Einzel 3 von B
 8. 
A3 – B1
    Einzel 3 von A – Einzel 1 von B
 9. 
A1 – B2
    Einzel 1 von A – Einzel 2 von B
```

#### Schwedisches Liga-System bei Dreiermannschaften
Dieses System ist fast identisch mit dem "Swaythling-Cup System bei Dreiermannschaften", lediglich nach dem dritten Einzel wird ein Doppel eingeschoben.
```
 1. 
A1 – B1
    Einzel 1 von A – Einzel 1 von B
 2. 
A2 – B2
    Einzel 2 von A – Einzel 2 von B
 3. 
A3 – B3
    Einzel 3 von A – Einzel 3 von B
 4. 
DA – DB
    Doppel 1 von A – Doppel 1 von B
 5. 
A2 – B1
    Einzel 2 von A – Einzel 1 von B
 6. 
A1 – B3
    Einzel 1 von A – Einzel 3 von B
 7. 
A3 – B2
    Einzel 3 von A – Einzel 2 von B
 8. 
A2 – B3
    Einzel 2 von A – Einzel 3 von B
 9. 
A3 – B1
    Einzel 3 von A – Einzel 1 von B
10. 
A1 – B2
    Einzel 1 von A – Einzel 2 von B
```

#### Modifiziertes Swaythling-Cup-System bei Dreiermannschaften
Bei diesem Best of 7 Matches-System stellt jede Mannschaft ein Doppel und drei Einzel. Im Doppel können andere Spieler antreten als im Einzel, eine Mannschaft besteht daher aus drei bis fünf Spielern. Das Doppel wird nach 3 Einzeln ausgespielt. Gewonnen hat die Mannschaft, die als erstes 4 Punkte erreicht hat.
Die bisher vorgeschriebene Spielstärkereihenfolge im Modifizierten Swaythling-Cup-System wurde aufgehoben. Der stärkste Spieler nach Mannschaftsmeldung muss nicht mehr an Position 1 aufgeführt werden. Diese Änderungen wurden im Zuge der bundeseinheitlichen Wettspielordnung zum 25. Mai 2017 gültig.
```
 1. 
A1 – B2
    Einzel 1 von A – Einzel 2 von B
 2. 
A2 – B1
    Einzel 2 von A – Einzel 1 von B
 3. 
A3 – B3
    Einzel 3 von A – Einzel 3 von B
 4. 
DA – DB
    Doppel 1 von A – Doppel 1 von B
 5. 
A1 – B1
    Einzel 1 von A – Einzel 1 von B
 6. 
A3 – B2
    Einzel 3 von A – Einzel 2 von B
 7. 
A2 – B3
    Einzel 2 von A – Einzel 3 von B
```

#### WM-System bei Dreiermannschaften
Hier werden nur Einzel gespielt, die Reihenfolge der Platzierung ist beliebig; es muss nicht nach Spielstärke aufgestellt werden. Auch dieses System wird oft als "Modifiziertes Swaythling-Cup System" oder New Swaythling Cup system bezeichnet. Gelegentlich nennt man es auch French-Brasilian-System.
```
 1. 
A1 – B1
    Einzel 1 von A – Einzel 1 von B
 2. 
A2 – B2
    Einzel 2 von A – Einzel 2 von B
 3. 
A3 – B3
    Einzel 3 von A – Einzel 3 von B
 4. 
A1 – B2
    Einzel 1 von A – Einzel 2 von B
 5. 
A2 – B1
    Einzel 2 von A – Einzel 1 von B
```

#### Modifiziertes System bei der WM 1991
Hier spielt ein Spieler 2 Einzel, die beiden anderen bestreiten je ein Einzel und ein gemeinsames Doppel. Wenn ein Team 3 Begegnungen gewonnen hat, ist der Mannschaftskampf beendet. Dieses System wurde bei der WM 1991 erprobt.
```
 1. 
A1 – B1
          Einzel 1 von A – Einzel 1 von B
 2. 
A2 – B2
          Einzel 2 von A – Einzel 2 von B
 3. 
A2/A3 – B1/B3
    Doppel von A – Doppel von B
 4. 
A1 – B2
          Einzel 1 von A – Einzel 2 von B
 5. 
A3 – B3
          Einzel 3 von A – Einzel 3 von B
```

#### Peking-System
Für die Olympischen Spiele 2008 entwickelte der Weltverband ITTF das folgende Spielsystem. Da diese Spiele in Peking stattfanden nannte man den Spielmodus Peking System oder auch Olympic system. Es ist dem Modifizierten System bei der WM 1991 ähnlich.
Nach Beendigung der ersten beiden Einzel legt der Trainer fest, ob Spieler 1 oder Spieler 2 zusammen mit Spieler 3 ein Doppel bildet. Der Spieler, der nicht im Doppel eingesetzt wird, bestreitet danach noch ein Einzel, sofern der Mannschaftskampf noch nicht entschieden ist. Wenn ein Team 3 Begegnungen gewonnen hat, ist der Mannschaftskampf beendet.
```
 1. 
A1 – B1
                              Einzel 1 von A – Einzel 1 von B
 2. 
A2 – B2
                              Einzel 2 von A – Einzel 2 von B
 3. 
A3/(A1 oder A2) – B3/(B1 oder B2)
    Doppel von A – Doppel von B
 4. 
A2 oder A1 – B3
                      Einzel 2/1 von A – Einzel 3 von B
 5. 
A3 – B2 oder B1
                      Einzel 3 von A – Einzel 2/1 von B
```

Literatur
Henry James: Ein trickreiches System, Ausführliche Darstellung der Vor- und Nachteile des Spielsystems,  Zeitschrift tischtennis, 2006/10 S. 22–25

#### (Neues) Olympisches System
Mit einem neuen olympischen System wollte der Weltverband ITTF ab 2018 die Nachteile des Peking-Systems beheben. So musste dort ein Doppelspieler zwei aufeinander folgende Spiele bestreiten, was zu einer Pause führte. Außerdem standen die Einzelpaarungen erst nach Bekanntgabe der Doppelpaarung fest.
Auch im neuen System spielen drei Spieler, von denen jeder maximal zwei Spiele (Einzel und Doppel zusammengerechnet) bestreiten darf. Die Reihenfolge der Spieler kann vom Mannschaftskapitän nach Belieben vor der Begegnung festgelegt werden. Nach drei Siegen für eine Mannschaft ist das Spiel beendet.
```
 1. 
A2/A3 – B2/B3
                        Doppel von A – Doppel von B
 2. 
A1 – B1
                              Einzel 1 von A – Einzel 1 von B
 3. 
A3 – B3
                              Einzel 3 von A – Einzel 3 von B
 4. 
A1 – B2
                              Einzel 1 von A – Einzel 2 von B
 5. 
A2 – B1
                              Einzel 2 von A – Einzel 1 von B
```

Dieses System wurde beim World Team Cup 2018 in London erstmals getestet und dann als Mannschaftssystem für Weltmeisterschaften und Olympische Spiele beibehalten.

#### Europaliga-System
Eine Mannschaft besteht aus zwei männlichen und einem weiblichen Spieler.
```
1. Herren A1 - B2
2. Herren A2 - B1
3. Dameneinzel
4. Herrendoppel
5. Gemischtes Doppel (Mixed)
6. Herren A1 - B1
7. Herren A2 - B2
```

#### DTTB-System bei Dreiermannschaften
Hier stellt jede Mannschaft ein Doppel und drei Einzel. Im Doppel darf Brett 1 nicht spielen, dafür kann ein vierter Spieler eingesetzt werden. Die drei Einzelspieler können in beliebiger Reihenfolge – ohne Berücksichtigung der Spielstärke – aufgestellt werden. Tritt ein Team nur mit zwei Spielern an dann bleibt Position drei unbesetzt. Es werden maximal fünf Spiele durchgeführt.
Dieses System wurde in der Bundesliga seit der Saison 2008/09 bei den Herren und bei den Damen gespielt, bei den Herren wurde nach der Abschaffung nach der Saison 2010/11 für die Saison 2018/19 die Wiedereinführung beschlossen.
```
 1. 
A1 – B2
    Einzel 1 von A – Einzel 2 von B
 2. 
A2 – B1
    Einzel 2 von A – Einzel 1 von B
 3. 
A3 – B3
    Einzel 3 von A – Einzel 3 von B
 4. 
A1 – B1
    Einzel 1 von A – Einzel 1 von B
 5. 
DA – DB
    Doppel von A – Doppel von B
```

Quelle: 

#### Championsleague-System
Hier stellt jede Mannschaft drei Einzelspieler, ein Doppel wird nicht gespielt. Wenn das zweite Einzel beendet ist darf einer der beiden Spieler, die bereits gespielt haben, durch einen vierten Spieler ersetzt werden.
Dieses System wird in der Champions League und seit der Saison 2011/12 in der TTBL (früher Bundesliga) bei den Herren gespielt.
```
 1. 
A1 – B2
    Einzel 1 von A – Einzel 2 von B
 2. 
A2 – B1
    Einzel 2 von A – Einzel 1 von B
 3. 
A3 – B3
    Einzel 3 von A – Einzel 3 von B
 4. 
A1 – B1
    Einzel 1 von A – Einzel 1 von B
 5. 
A2 – B2
    Einzel 2 von A – Einzel 2 von B
```

Quelle: 

### Zweiermannschaften

#### Corbillon-Cup-System bei Zweiermannschaften
Dieses System ist benannt nach Marcel Corbillon. Hier werden vier Einzel- und ein Doppelspiel durchgeführt. Die Mannschaftsaufstellung ist beliebig. Da Doppelspieler nicht in den Einzeln eingesetzt werden müssen, kann eine Mannschaft aus bis zu 4 Spielern bestehen. Gewonnen hat die Mannschaft, die als erste 3 Punkte erreicht hat.
```
 1. 
A1 – B1
    Einzel 1 von A – Einzel 1 von B
 2. 
A2 – B2
    Einzel 2 von A – Einzel 2 von B
 3. 
DA – DB
    Doppel   von A – Doppel   von B
 4. 
A1 – B2
    Einzel 1 von A – Einzel 2 von B
 5. 
A2 – B1
    Einzel 2 von A – Einzel 1 von B
```

#### Kings-Cup-System bei Zweiermannschaften
Hier werden 2 Einzel- und 1 Doppelspiel durchgeführt. Die Mannschaftsaufstellung ist beliebig. Die beiden Einzelspieler bilden auch das Doppel.
Zuerst werden zwei Einzelspiele durchgeführt.
Gewinnt eine Mannschaft beide Einzel, so hat sie das Spiel gewonnen und das Doppel wird nicht mehr ausgetragen.
Steht es dagegen nach den beiden Einzeln 1:1, so dient das Doppel als Entscheidungsspiel.
```
 1. 
A1 – B1
    Einzel 1 von A – Einzel 1 von B
 2. 
A2 – B2
    Einzel 2 von A – Einzel 2 von B
 3. 
DA – DB
    Doppel   von A – Doppel   von B (nur bei 1:1 nach den Einzeln)
```

### Braunschweiger System (Dreier-/Vierermannschaften)
In diesem System gibt es vier verschiedene Austragungsmöglichkeiten. Bei diesem System werden immer zehn Spiele ausgetragen.
- Variante 1: Mannschaft A und Mannschaft B treten mit jeweils drei Spielern an
- Variante 2: Mannschaft A zu dritt, Mannschaft B zu viert
- Variante 3: Mannschaft A zu viert, Mannschaft B zu dritt
- Variante 4: Mannschaft A und Mannschaft B beide zu viert.

Zunächst Variante 1 und Variante 4
```
 1. 
DA1 – DB1
  Doppel 1 von A – Doppel 1 von B           1. 
DA1 – DB1
   Doppel 1 von A – Doppel 1 von B
 2. 
A1 – B2
    Einzel 1 von A – Einzel 2 von B           2. 
DA2 – DB2
   Doppel 2 von A – Doppel 2 von B
 3. 
A2 – B1
    Einzel 2 von A – Einzel 1 von B           3. 
A1 – B1
    Einzel 1 von A – Einzel 1 von B
 4. 
A3 – B2
    Einzel 3 von A – Einzel 2 von B           4. 
A2 – B2
    Einzel 2 von A – Einzel 2 von B
 5. 
A2 – B3
    Einzel 2 von A – Einzel 3 von B           5. 
A3 – B3
    Einzel 3 von A – Einzel 3 von B
 6. 
A1 – B1
    Einzel 1 von A – Einzel 1 von B           6. 
A4 – B4
    Einzel 4 von A – Einzel 4 von B
 7. 
A3 – B3
    Einzel 3 von A – Einzel 3 von B           7. 
A1 – B2
    Einzel 1 von A – Einzel 2 von B
 8. 
A2 – B2
    Einzel 2 von A – Einzel 2 von B           8. 
A2 – B1
    Einzel 2 von A – Einzel 1 von B
 9. 
A3 – B1
    Einzel 3 von A – Einzel 1 von B           9. 
A3 – B4
    Einzel 3 von A – Einzel 4 von B
10. 
A1 – B3
    Einzel 1 von A – Einzel 3 von B          10. 
A4 – B3
    Einzel 4 von A – Einzel 3 von B
```

Abschließend Variante 2 und Variante 3
```
 1. 
DA1 – DB1
  Doppel 1 von A – Doppel 1 von B           1. 
DA1 – DB1
   Doppel 1 von A – Doppel 1 von B
 2. 
A3 – B3
    Einzel 3 von A – Einzel 3 von B           2. 
A3 – B3
    Einzel 3 von A – Einzel 3 von B
 3. 
A1 – B2
    Einzel 1 von A – Einzel 2 von B           3. 
A2 – B1
    Einzel 2 von A – Einzel 1 von B
 4. 
A2 – B1
    Einzel 2 von A – Einzel 1 von B           4. 
A1 – B2
    Einzel 1 von A – Einzel 2 von B
 5. 
A4 – B2
    Einzel 4 von A – Einzel 2 von B           5. 
A2 – B4
    Einzel 2 von A – Einzel 4 von B
 6. 
A1 – B1
    Einzel 1 von A – Einzel 1 von B           6. 
A1 – B1
    Einzel 1 von A – Einzel 1 von B
 7. 
A4 – B3
    Einzel 4 von A – Einzel 3 von B           7. 
A3 – B4
    Einzel 3 von A – Einzel 4 von B
 8. 
A2 – B2
    Einzel 2 von A – Einzel 2 von B           8. 
A2 – B2
    Einzel 2 von A – Einzel 2 von B
 9. 
A1 – B3
    Einzel 1 von A – Einzel 3 von B           9. 
A3 – B1
    Einzel 3 von A – Einzel 1 von B
10. 
A3 – B1
    Einzel 3 von A – Einzel 1 von B          10. 
A1 – B3
    Einzel 1 von A – Einzel 3 von B
```

## Einzelturniere
Bei Einzelturnieren sind in der Regel folgende Systeme gebräuchlich:
- Jeder gegen jeden
- K.-o.-System: Der Verlierer scheidet aus.
- Doppel-K.-o.-System: Jeder darf ein Spiel verlieren, der Verlierer spielt in einer "Trostrunde" weiter. Beim zweiten Spielverlust scheidet der Spieler aus. Daraus folgt: Wenn ein Spieler über die Trostrunde das Endspiel erreicht, dann muss er dieses zweimal gewinnen, um Turniersieger zu werden, weil der Gegner ja auch ein Spiel verlieren darf.
- Dreifach-K.-o.-System: Ein Spieler scheidet erst nach der dritten Niederlage endgültig aus – kann aber bereits nach der ersten Niederlage das Turnier nicht mehr gewinnen. Dieses Turniersystem wird eher selten eingesetzt.
- Kombiniertes Gruppen- und K.-o.-System: Zunächst spielen die Teilnehmer in mehreren Gruppen Jeder gegen Jeden. Der Gruppenerste (ggfls. auch der Zweite) spielen danach im K.-o.-System weiter. Anmerkung: Diese Systeme gibt es auch in umgekehrter Form, d. h. ein K.-o.-System startet vor dem Übergang zu den Gruppen und folgenden Halbfinal- und Endspielen (vergl. Buch: Turnierspielsysteme, Create-Verlag)
- Schweizer System: In den letzten Jahren wird vermehrt dieses aus dem Schachsport entnommene System eingesetzt. Im Wesentlichen ähnelt es dem System "Jeder gegen Jeden", nur dass die Reihenfolge der Spielpaarungen von den Ergebnissen der jeweils vorhergehenden Runde abhängig ist. Der Vorteil dieses Systems ist, dass bei sehr großen Teilnehmerzahlen nicht alle Runden gespielt werden müssen, um den Sieger zu ermitteln.

## Geschichte in Deutschland
Seit den Anfängen des Tischtennissports wechselte das Spielsystem für Mannschaftskämpfe sehr oft, meist wurde in verschiedenen Spielklassen nach unterschiedlichen Systemen gespielt.
Die Mannschaftskämpfe begannen Anfang der 1930er Jahre. Es wurde das Medensystem aus dem Tennissport übernommen: Eine Mannschaft bestand aus 6 Spielern. Jeder spielte ein Einzel über drei Gewinnsätze, dazu kamen drei Doppel. 1950 ging man auf zwei Gewinnsätze über. 1951 wurde vereinzelt das Paarkreuzsystem eingeführt. Damit wurde das Ergebnis "unentschieden" in Mannschaftskämpfen möglich. 1960 schrieb der DTTB für alle Spielklassen bei Vierermannschaften das Dietze-Paarkreuz-System und bei Sechsermannschaften das Paarkreuzsystem mit zwei Doppeln vor. Im Saarland wandte man schon das Paarkreuzsystem mit drei Doppeln am Anfang und einem Doppel am Ende an.
Mit Einführung der eingleisigen Bundesliga 1975 bestand eine Damenmannschaft aus 4 Spielerinnen, die Jeder gegen Jeden antraten. Doppel wurden nicht durchgeführt. Kritiker merkten an, dass hierdurch die Damen bei internationalen Wettkämpfen in den Doppeln mangels Erfahrung benachteiligt waren.
Deshalb schrieb der DTTB für die Damenbundesliga ab der Saison 1987/88 das Werner-Scheffler-System vor: Es wurden Eingangsdoppel eingeführt, dafür trat jede Spielerin nur noch gegen drei Gegnerinnen an. Die Aufstellung musste nicht nach Spielstärke erfolgen.
Heute (September 2010) spielt die 1. sowie die 2. Damenbundesliga nach dem Bundessystem für Vierermannschaften, die 1. Herrenbundesliga nach dem TTBL-Spielsystem für Dreiermannschaften und die 2. Herrenbundesliga nach dem Bundessystem für Vierermannschaften.

## Motive für Änderungen
Seit den 1980er Jahren versucht der DTTB, die vielen Systeme für Mannschaftskämpfe zu reduzieren und zu vereinheitlichen. Ein wesentlicher Gesichtspunkt war die Zeitdauer eines Wettkampfes. Diese ist nie vorhersehbar. Insbesondere bei Sechsermannschaften kann ein Mannschaftskampf durchaus 3 bis 4 Stunden dauern. Ein Bestreben des DTTB war es, den Tischtennissport für Zuschauer und Fernsehen attraktiver zu gestalten. Dies führte 1990 zur Reduzierung der Teamstärke auf 4 Aktive, was die Dauer eines Kampfes erheblich verkürzte.